# Phylo foetida
Phylo foetida är en ringmaskart som först beskrevs av Jean Louis René Antoine Édouard Claparède 1869.  Phylo foetida ingår i släktet Phylo och familjen Orbiniidae. Arten har ej påträffats i Sverige.

## Underarter
Arten delas in i följande underarter:
- P. f. foetida
- P. f. atlantica
- P. f. typica
- P. f. adjimensis
- P. f. atlantica
- P. f. australis
- P. f. imitans
- P. f. liberiana
- P. f. ligustica
- P. f. adjimansis